# Biserica Stavropoleos
Biserica Stavropoleos este o biserică ortodoxă, construită în stil brâncovenesc, în centrul orașului București. Hramul bisericii este Sf. Arhangheli Mihail și Gavriil. Numele Stavropoleos este forma românească a cuvântului grecesc Stauropolis, care se traduce prin „Orașul Crucii”.
Biserica Stavropoleos este inclusă în Lista monumentelor istorice din România, având codul de clasificare  B-II-a-A-19464.

## Istoric
Biserica a fost înălțată în 1724, în timpul domniei lui Nicolae Mavrocordat (domnitor al Țării Românești, 1719-1730), de către arhimandritul Ioanichie Stratonikeas, originar din Epir. În curtea hanului său, construit în 1704, Ioanichie a zidit biserica și o mănăstire, susținută economic din veniturile de la han (o situație frecvent întâlnită în epocă). În 1726 starețul Ioanichie a fost ales mitropolit al Stavropolei și exarh al Cariei. Mănăstirea pe care a construit-o poartă de atunci numele Stavropoleos, după numele vechiului scaun. La 7 februarie 1742 Ioanichie, în vârstă de 61 de ani, moare și este îngropat în biserica sa.
Hanul și anexele mănăstirii au fost demolate la sfârșitul secolului al XIX-lea. De-a lungul timpului biserica a fost afectată de cutremure, care au șubrezit turla până la cădere. Picturile turlei au fost restaurate însă la începutul secolului al XX-lea.

## Biserica Stavropoleos în prezent
În prezent din vechea mănăstire nu a mai rămas decât biserica, alături de care există o construcție de la începutul secolului al XX-lea, care adăpostește o bibliotecă, o sală de conferințe și o colecție de icoane vechi (începutul sec. al XVIII-lea) și obiecte de cult, precum și fragmente de frescă recuperate de la bisericile demolate în timpul regimului comunist. Clădirea cea nouă a fost construită după planurile arhitectului Ion Mincu.
Din anul 1991 biserica este păstorită de părintele Iustin Marchiș, primul ieromonah al bisericii în ultima sută de ani. Comunitatea trăitoare aici, alături de slujbele zilnice, se ocupă cu restaurarea de carte veche, icoane și haine sacerdotale. Corul bisericii cântă muzică neobizantină (o singură voce susținută de un sunet prelungit numit ison - acompaniament), acum rar întâlnită în bisericile din România.
Lucrările pentru construirea unui punct de transformare a energiei electrice, inițiate în octombrie 1998, au dus la descoperirea unor substrucții în mijlocul străzii Stavropoleos, în vecinătatea bisericii. Sondajele arheologice care au început la acea dată au condus la degajarea unor tronsoane fragmentare de ziduri aparținând probabil mai multor etape de edificare a hanului Stavropoleos.
La 26 martie 2008 s-a reînființat Mănăstirea Stavropoleos ca mănăstire de maici cu hramul Sf. Arhangheli Mihail și Gavriil și Sf. Iustin Martirul și Filosoful. Tunderea în monahism a primelor patru monahii a avut loc pe 28 mai 2008. Pe 4 iunie 2012 a fost resfințită biserica Mănăstirii Stavropoleos de către patriarhul Daniel.

## Imagini

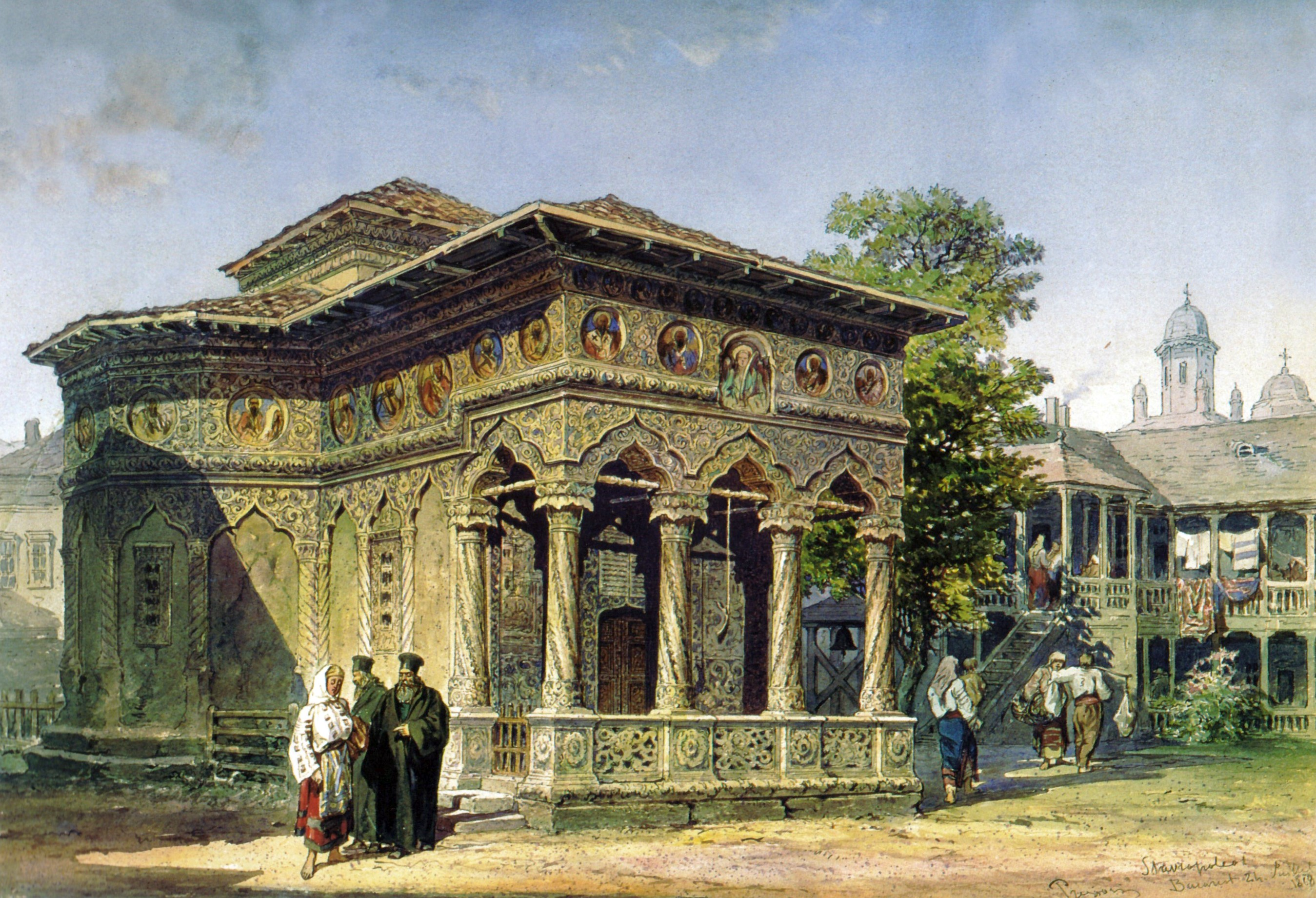
Biserica Stavropoleos in 1868, de Amedeo Preziosi
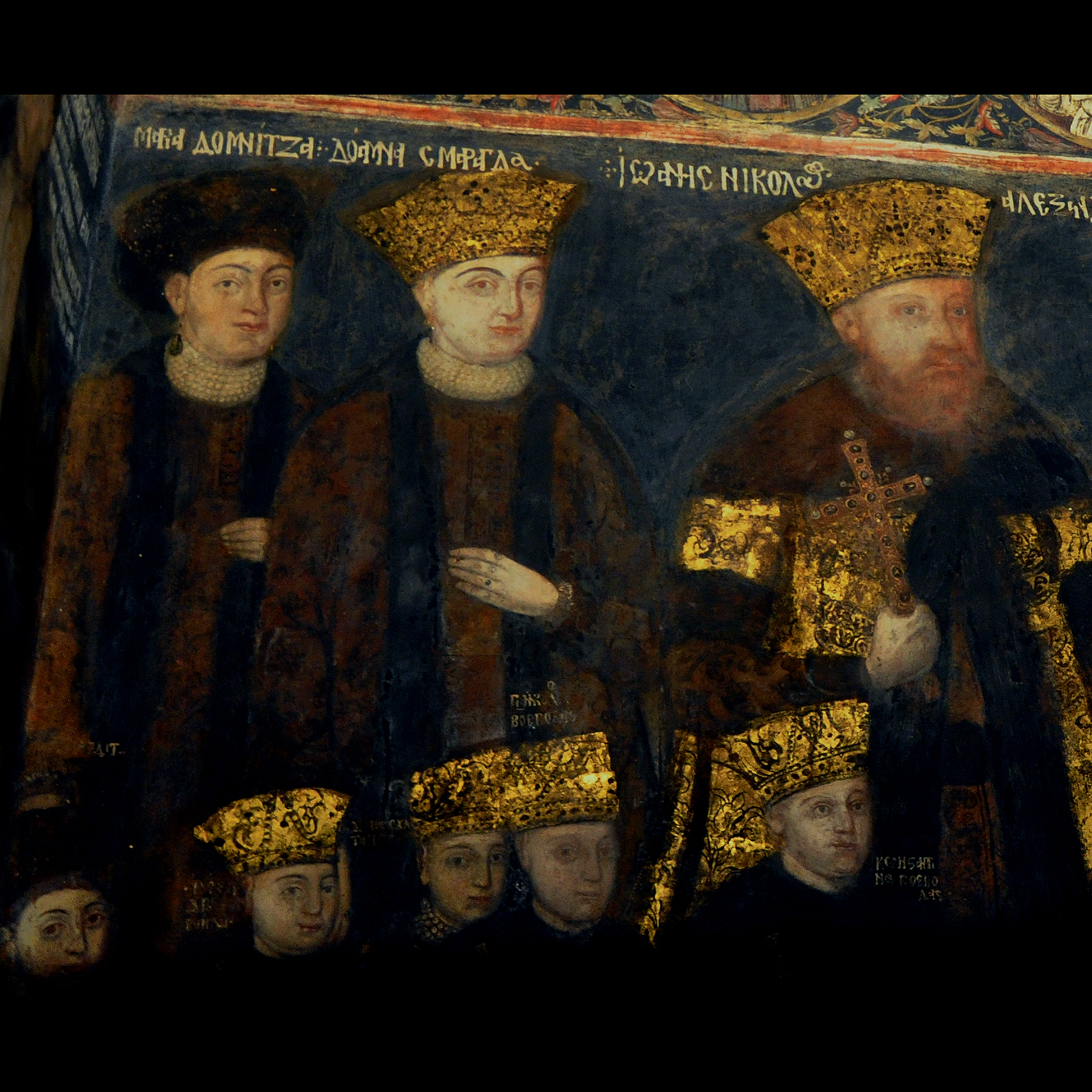
Stavropoleos: tabloul votiv cu Nicolae Mavrocordat și familia.
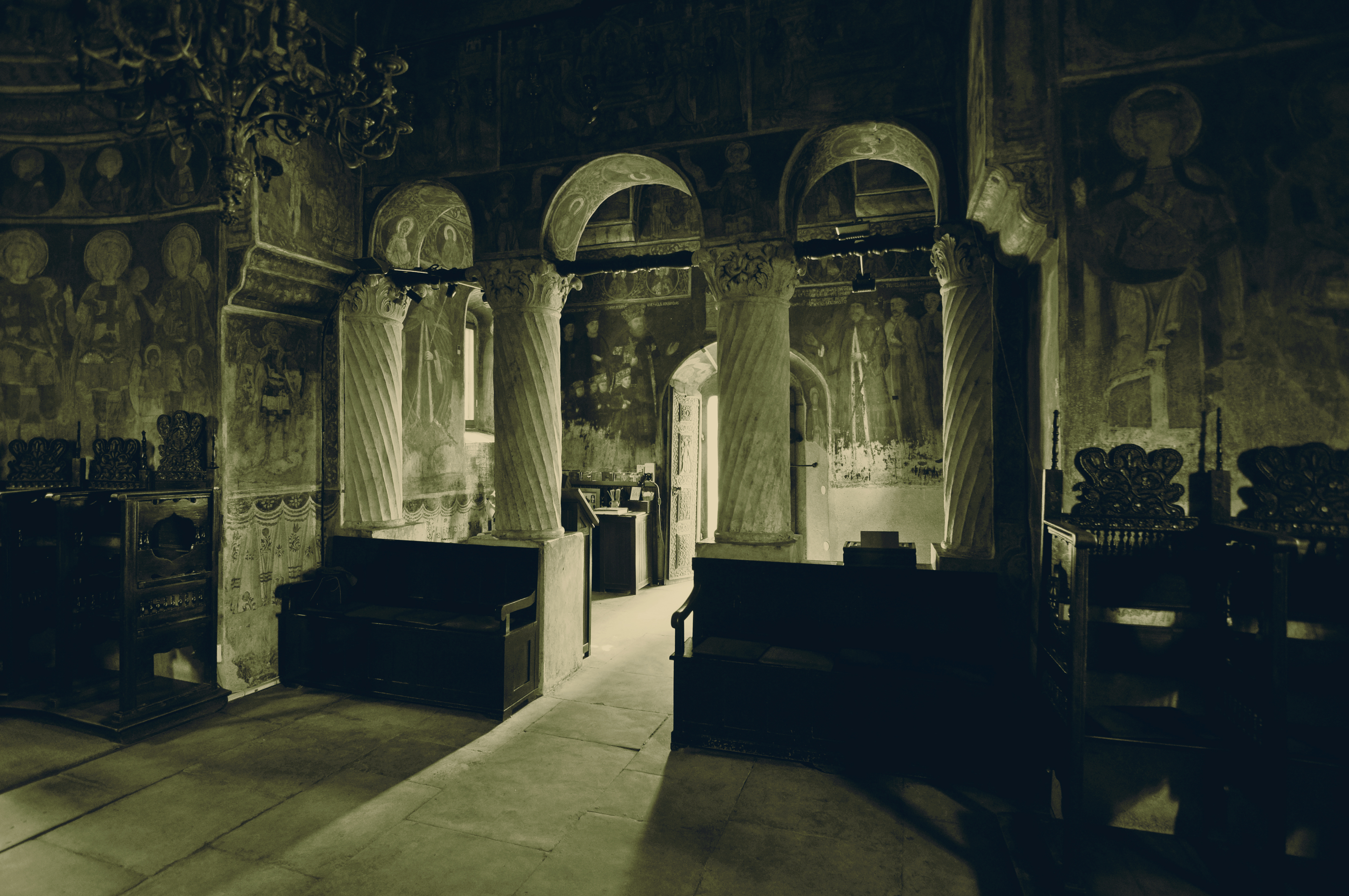
Stavropoleos: interior.
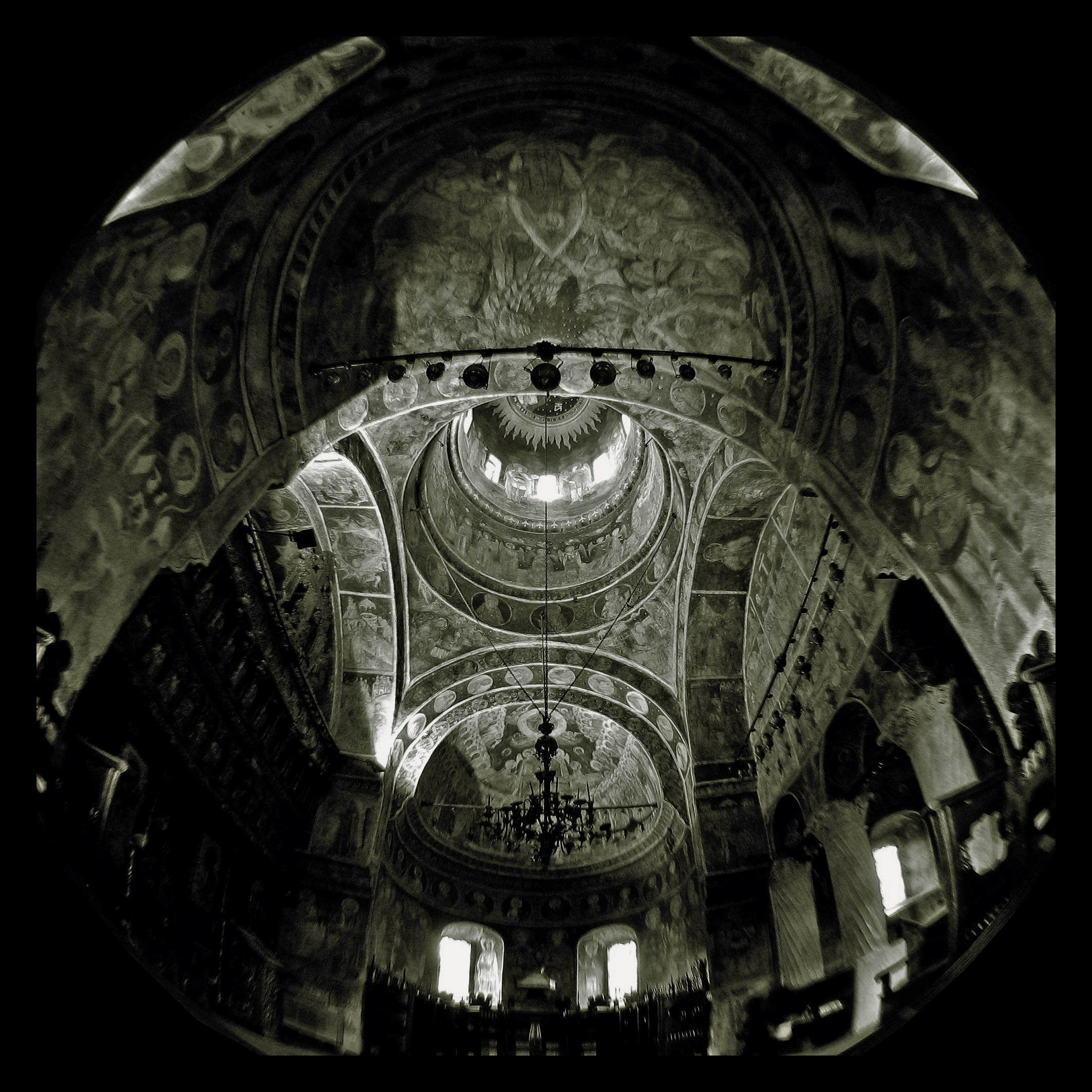
Stavropoleos: interior.
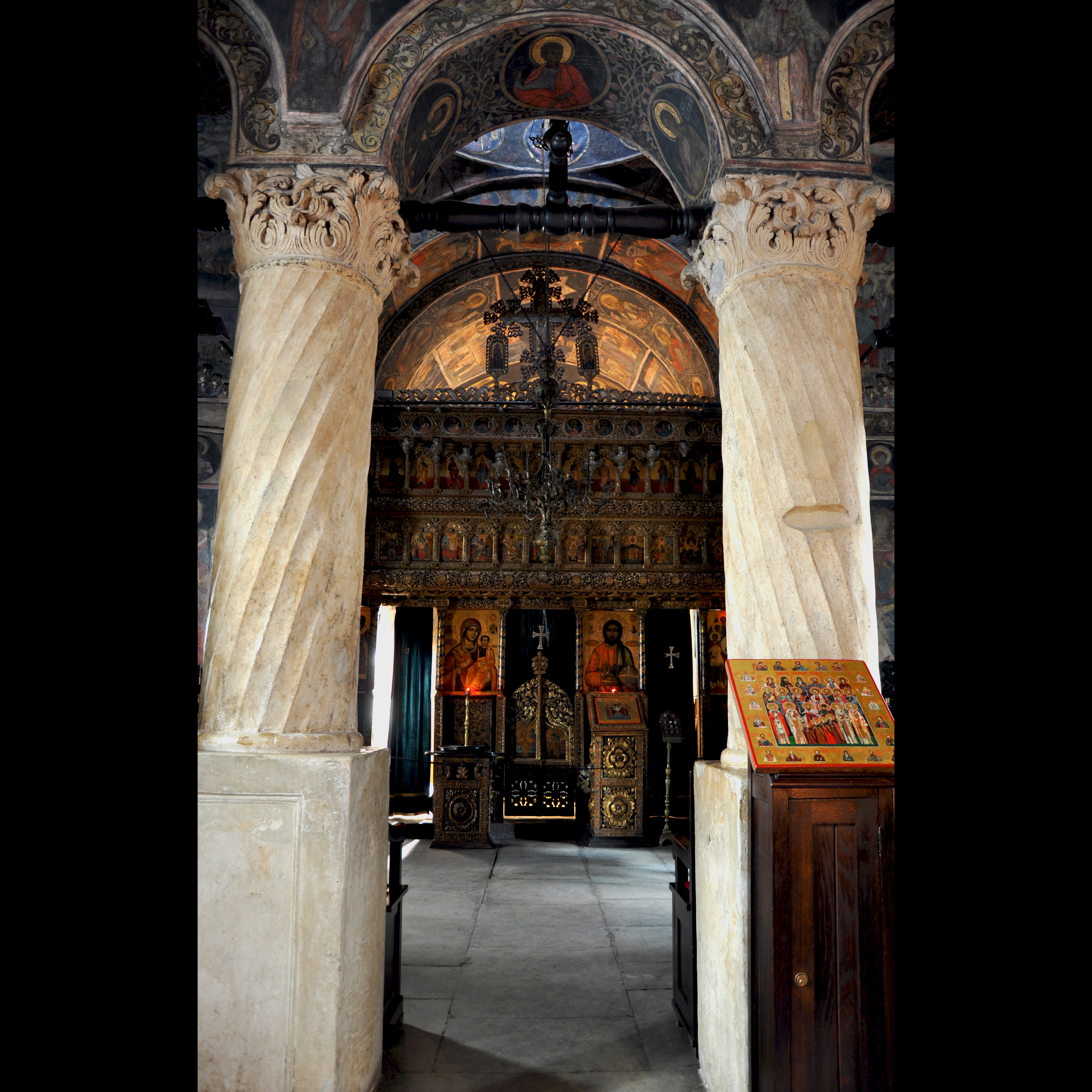
Stavropoleos: iconostas vedere din pronaos.
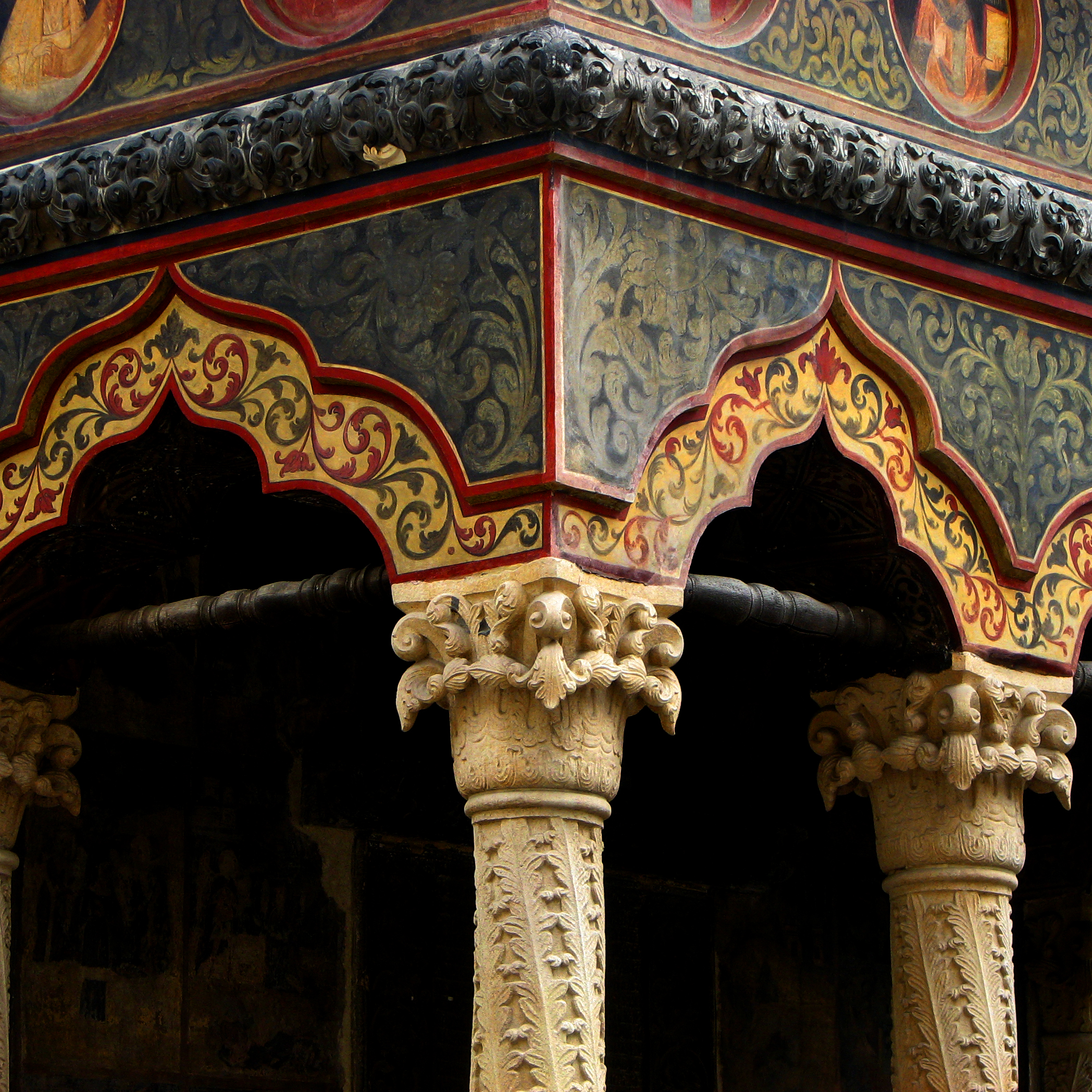
Stavropoleos: detaliu capitel.
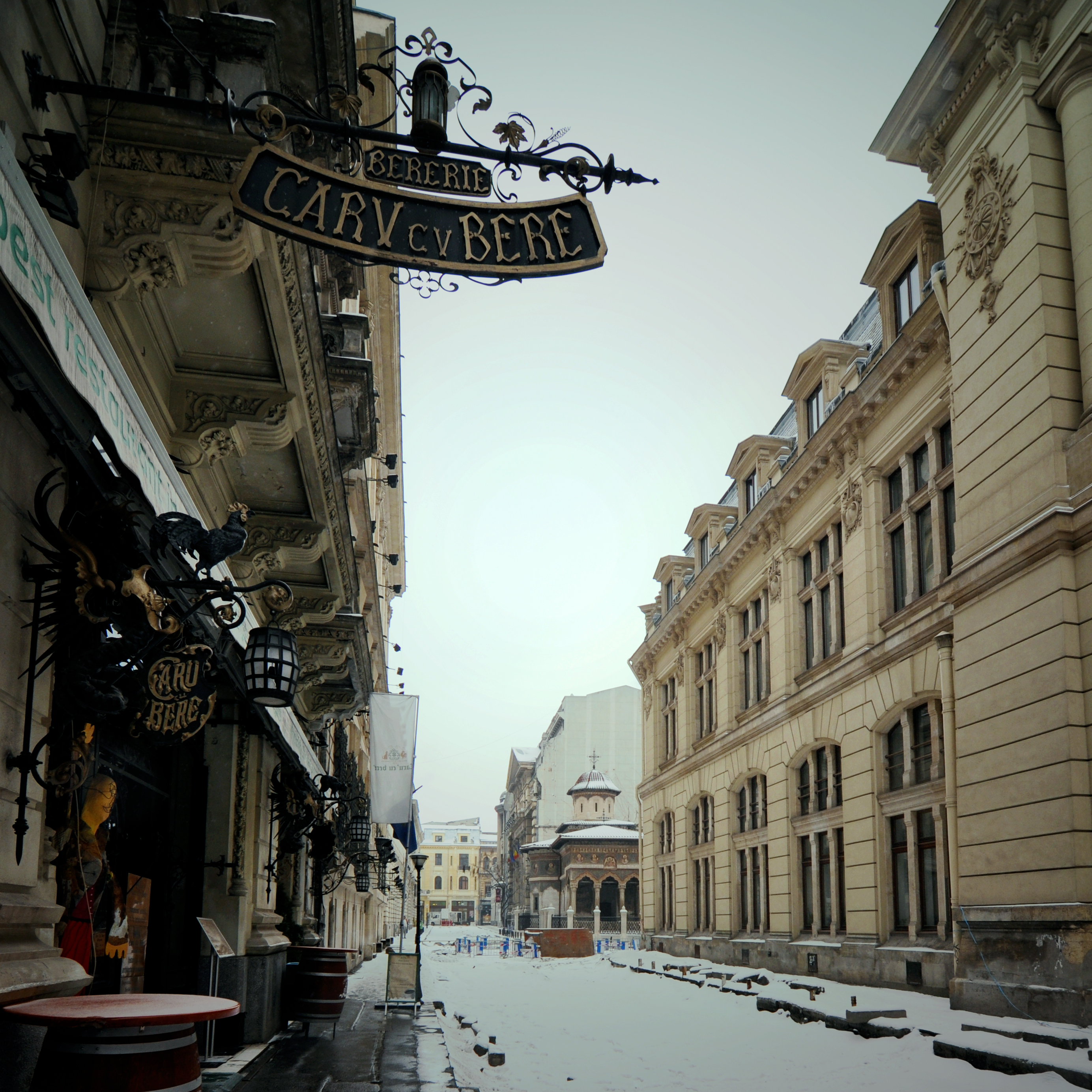
Stavropoleos: context.
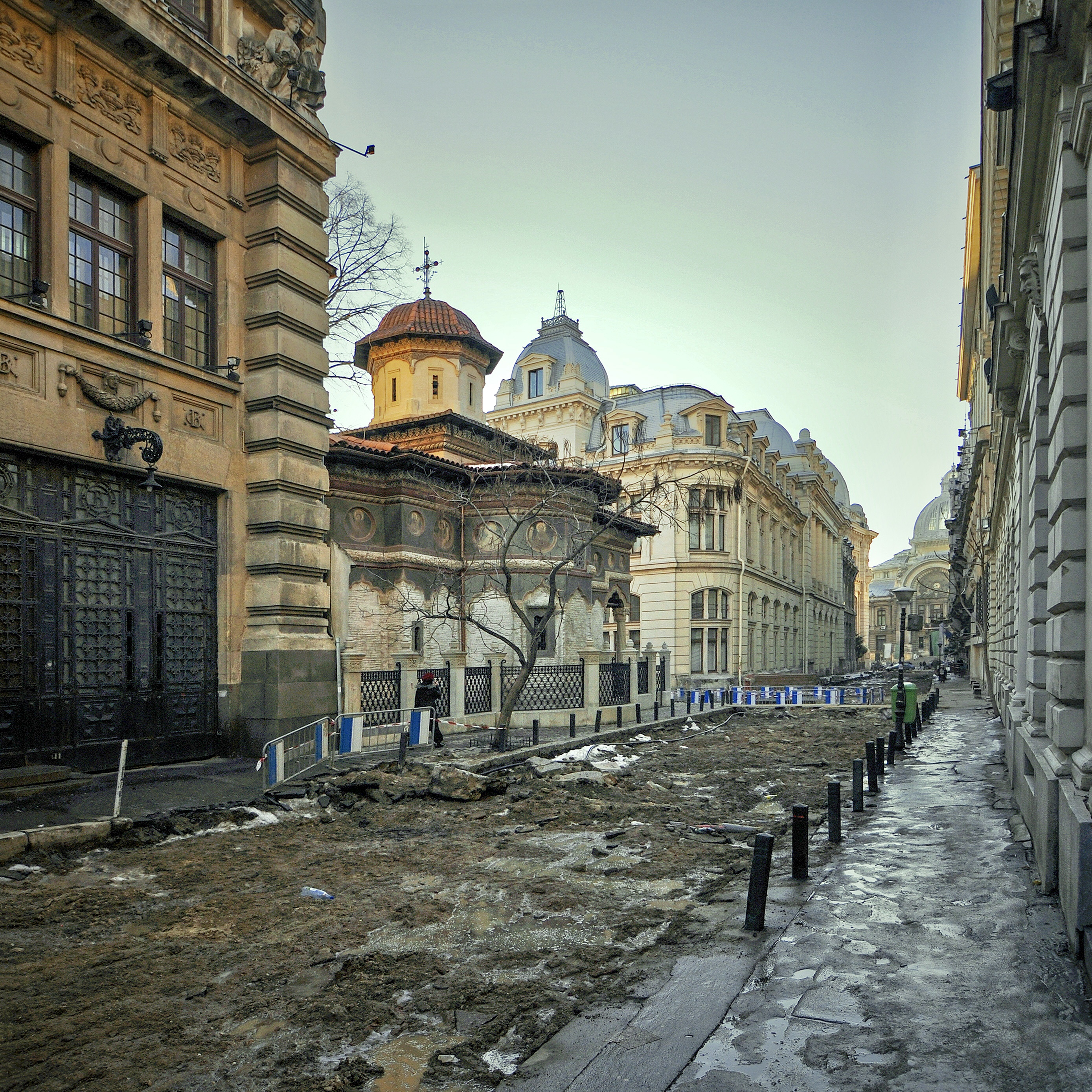
Stavropoleos: context.
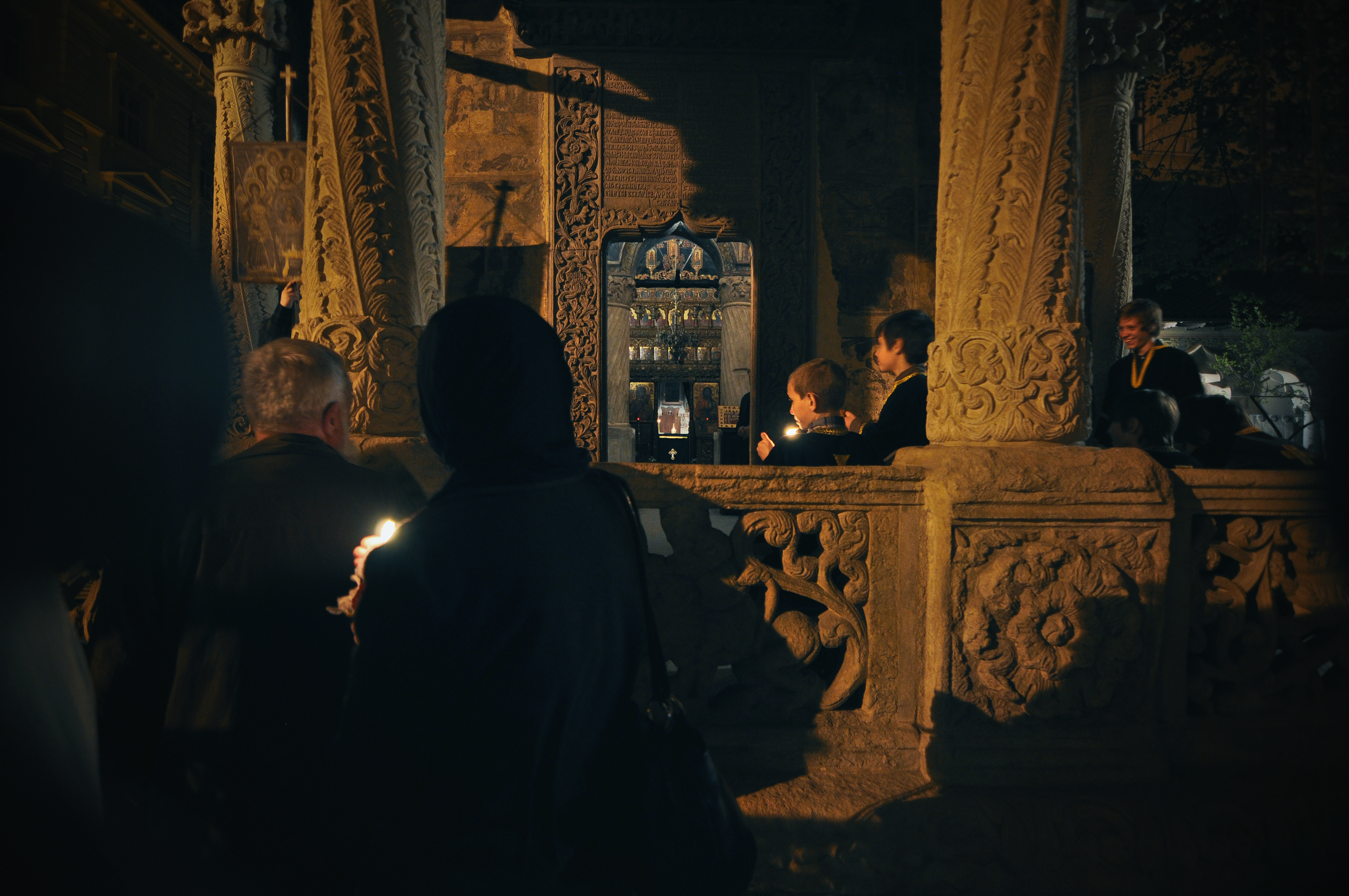
Stavropoleos: slujba Prohodului in Vinerea Mare.
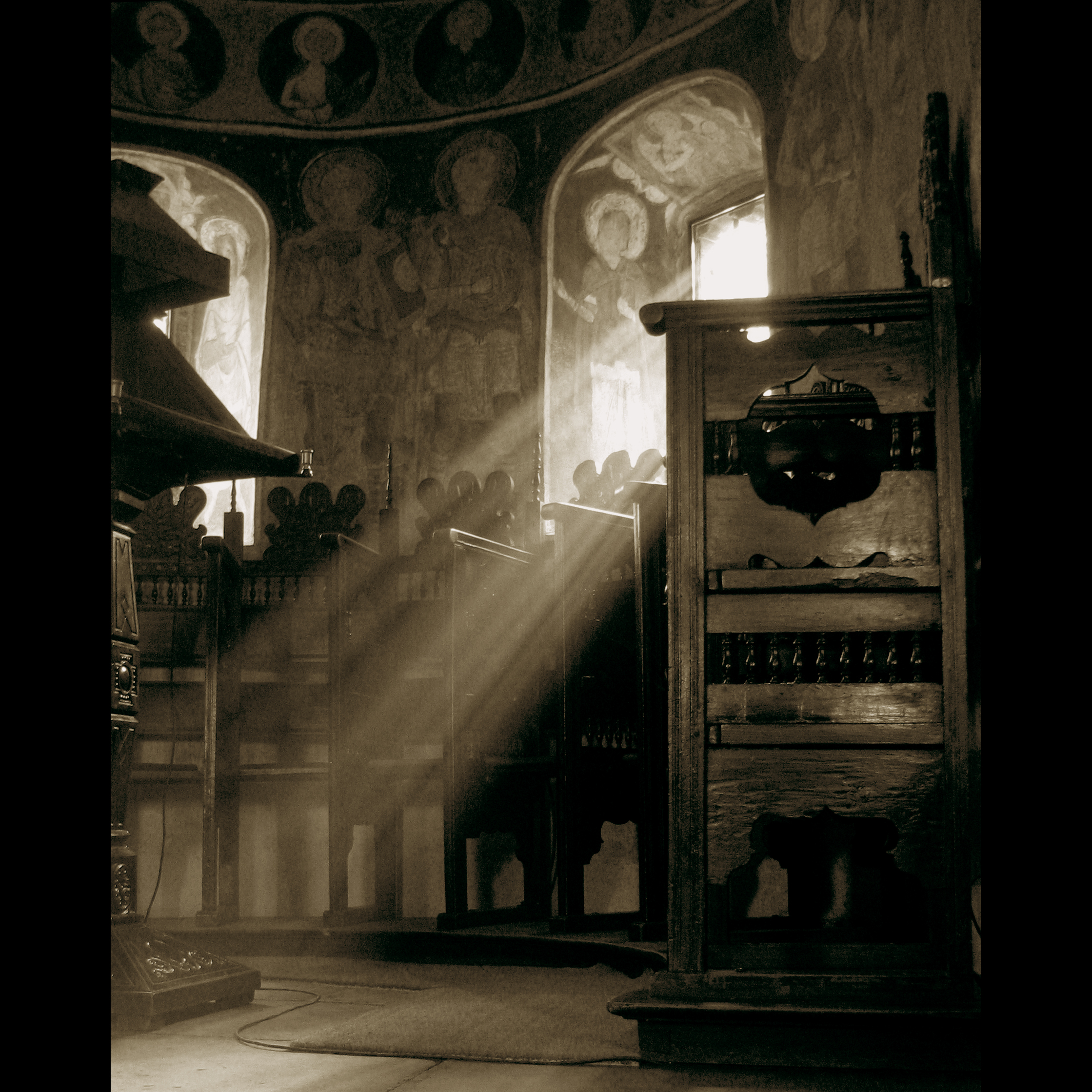
Stavropoleos: strana.
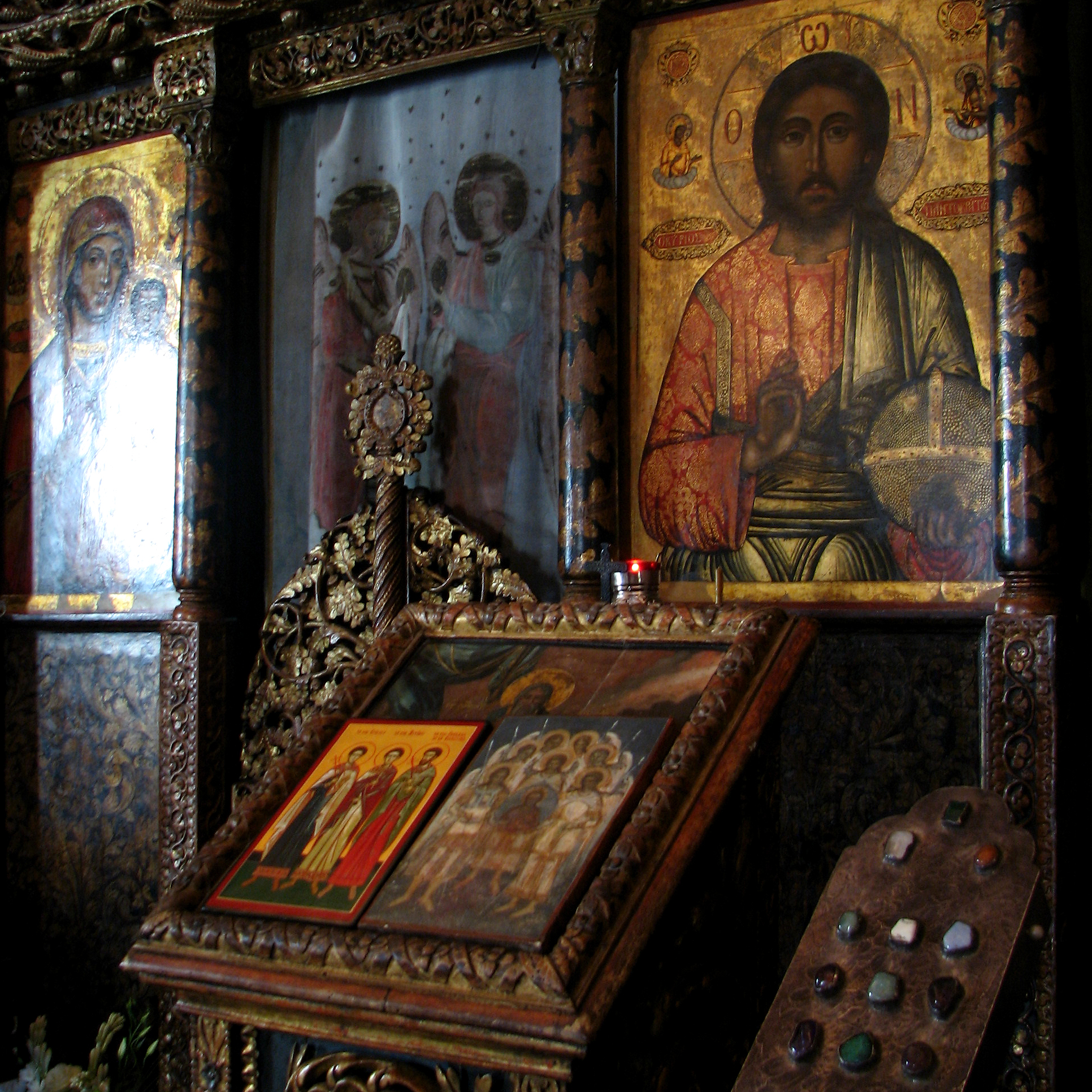
Stavropoleos: detaliu iconostas.
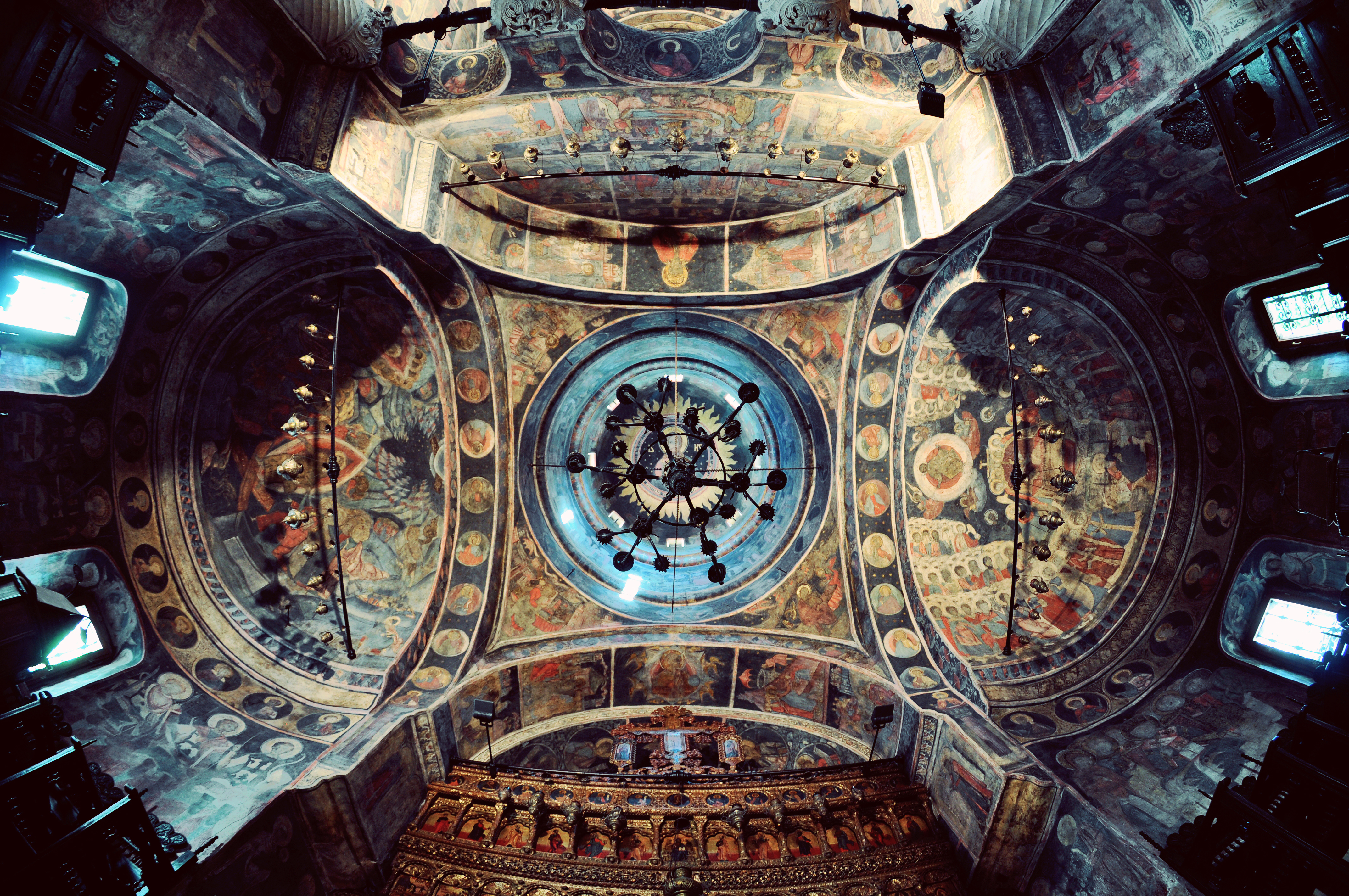
Stavropoleos: boltă.
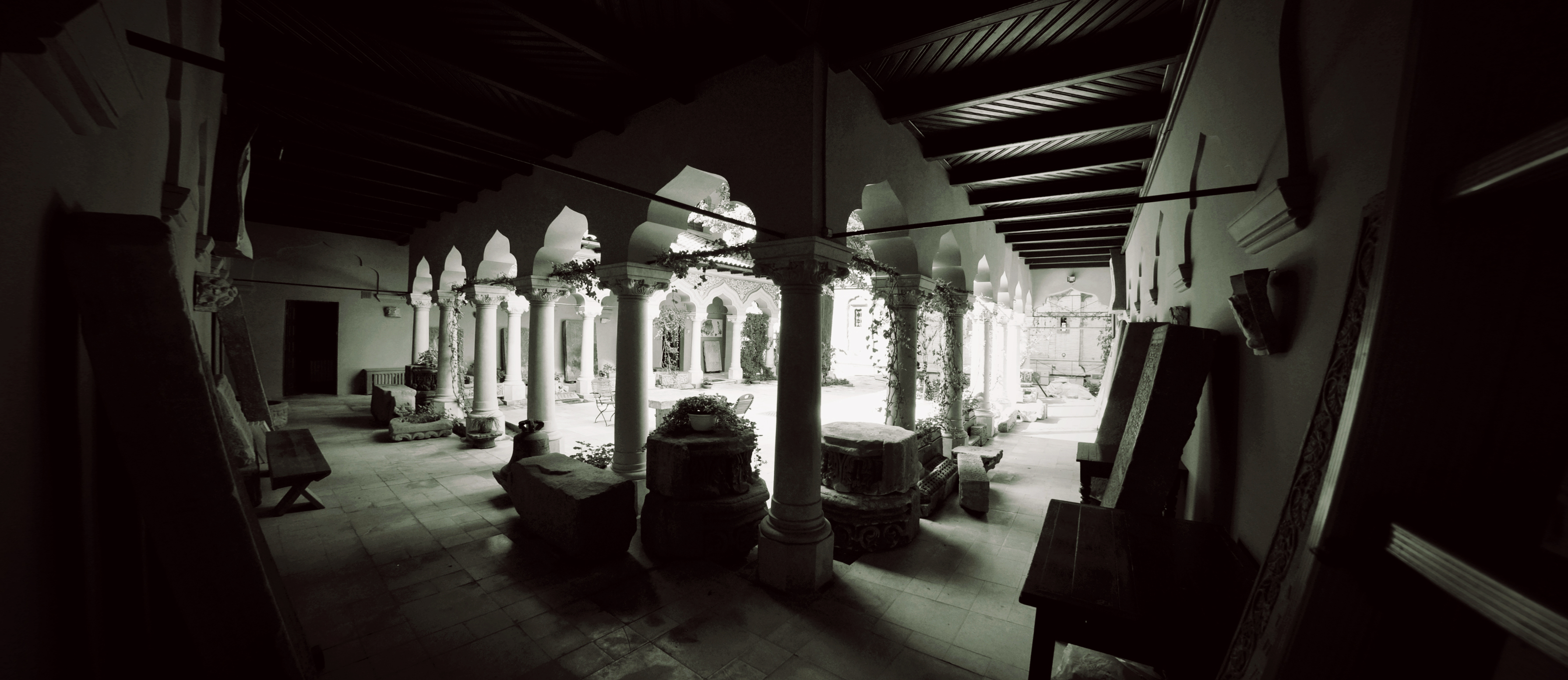
Stavropoleos: curte.
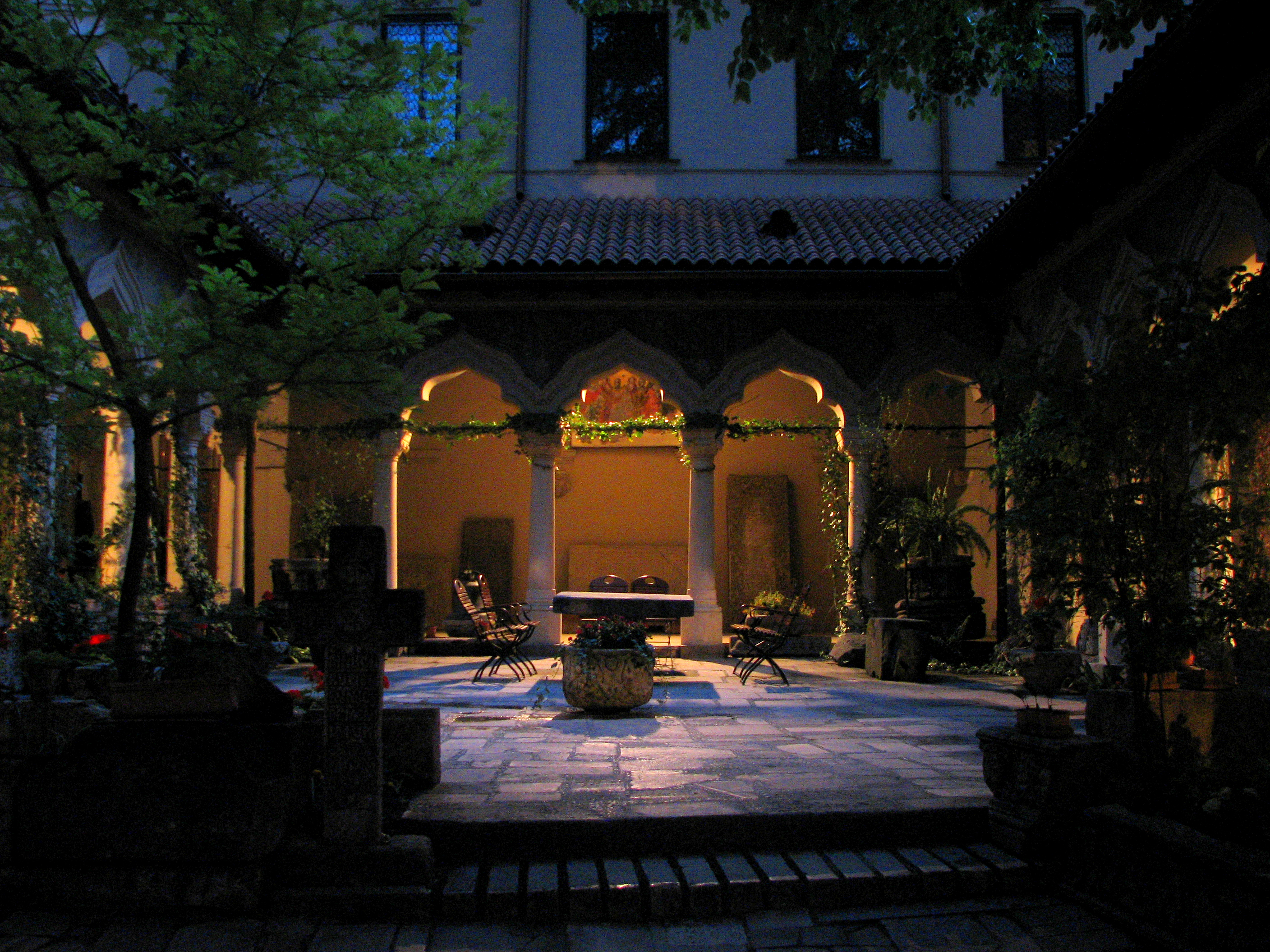
Stavropoleos: curte.
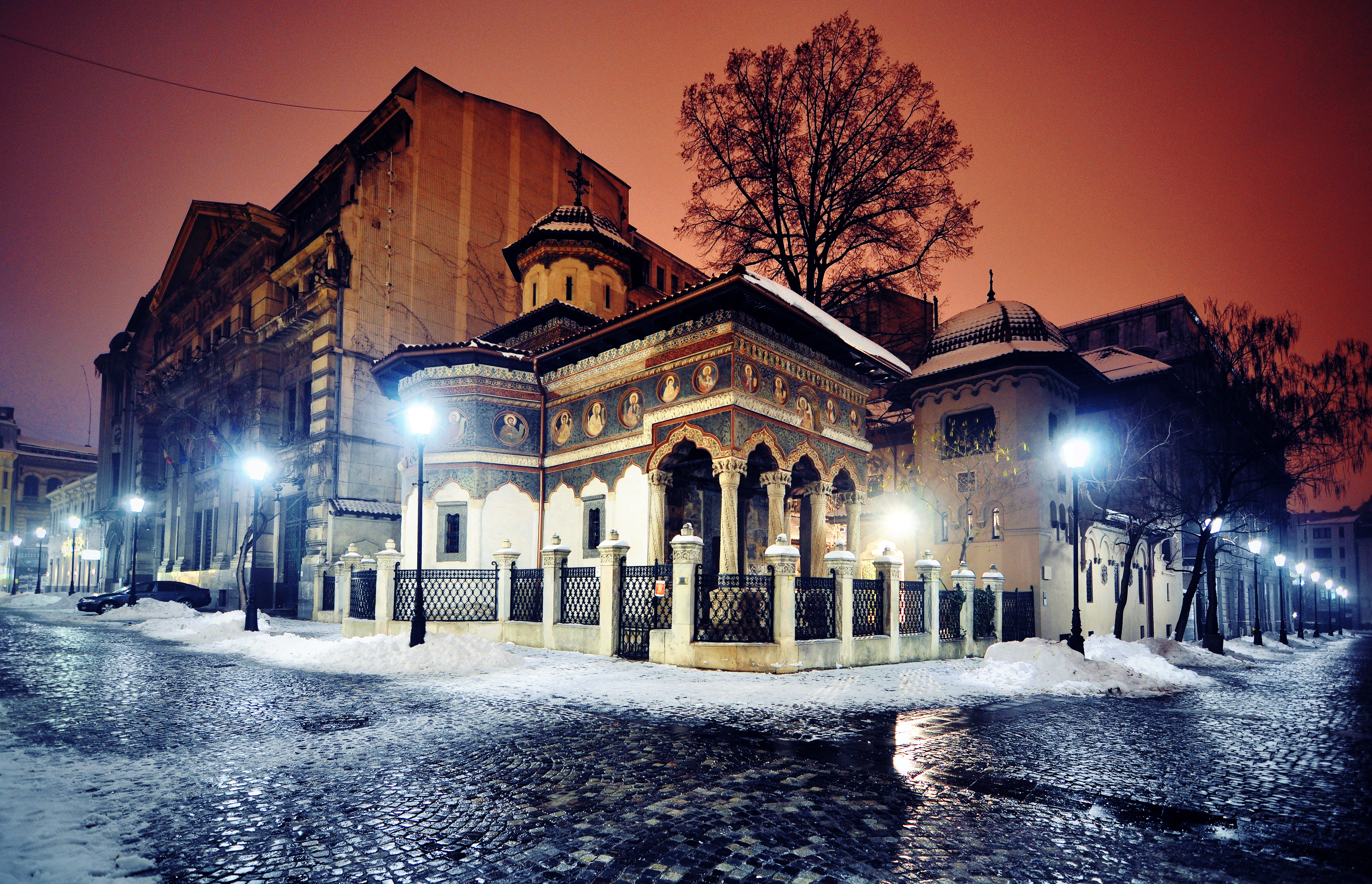
Stavropoleos: noaptea.
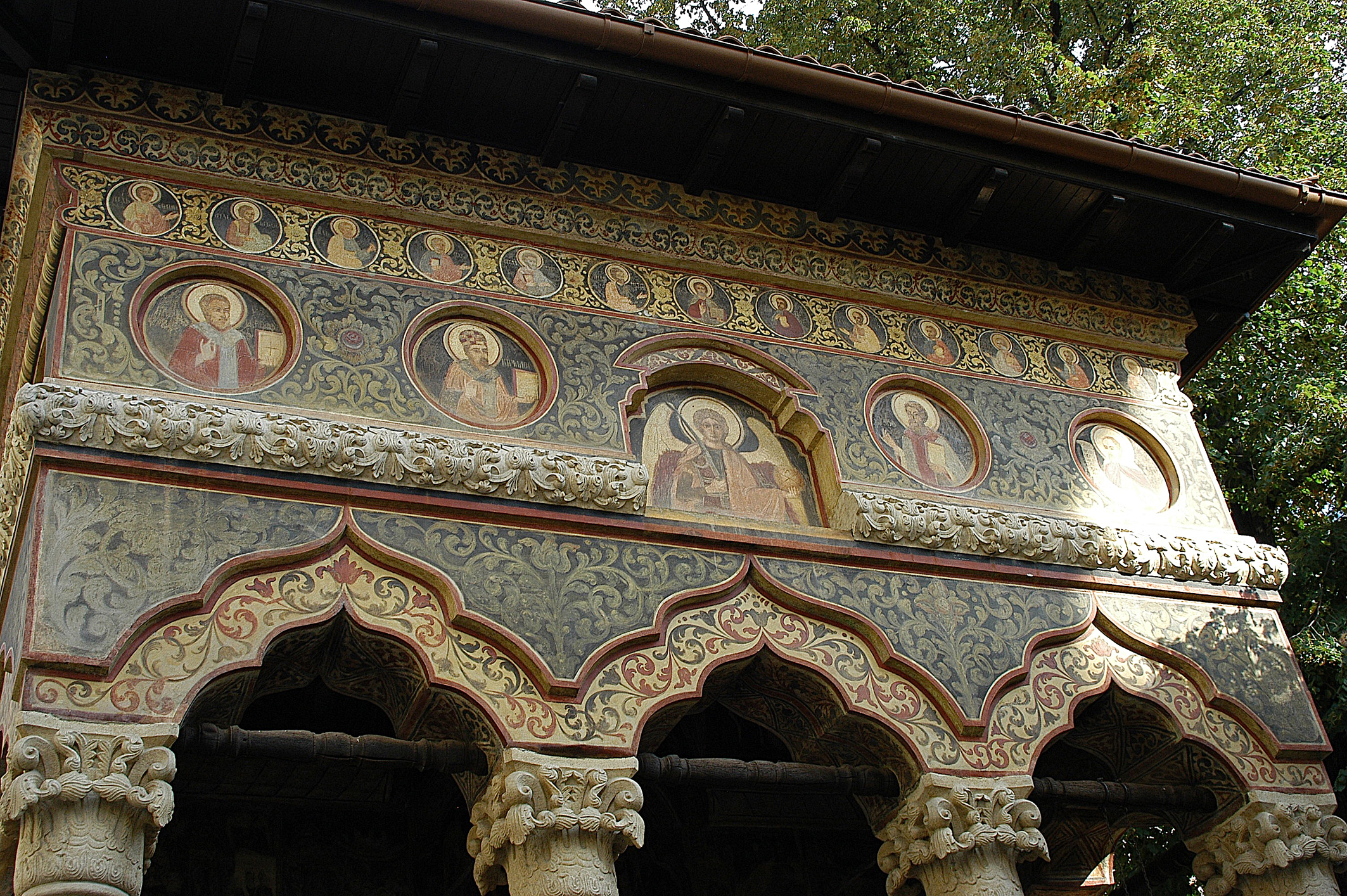
Biserica Stavropoleos: fațada.